# 准噶尔羽尾跳鼠
蒙古跳鼠（學名Stylodipus sungorus），是羽尾跳鼠屬的一種，主要分佈在蒙古和中國，属于无危物种。准噶尔羽尾跳鼠和同属的羽尾跳鼠相比，其分布范围更窄，活动时间和繁殖时间相对于其他的跳鼠也会相应的缩短。